# Kissikátor
Kissikátor este un sat în districtul Ózd, județul Borsod-Abaúj-Zemplén, Ungaria, având o populație de 336 de locuitori (2011). 

## Demografie
Componența etnică a satului Kissikátor
     Maghiari (100%)
Componența confesională a satului Kissikátor
     Romano-catolici (79,46%)
     Reformați (2,08%)
     Fără religie (1,49%)
     Necunoscută (16,96%)
Conform recensământului din 2011, satul Kissikátor avea 336 de locuitori. Din punct de vedere etnic, majoritatea locuitorilor (100,0%) erau maghiari.  Din punct de vedere confesional, majoritatea locuitorilor (79,46%) erau romano-catolici, existând și minorități de reformați (2,08%) și persoane fără religie (1,49%). Pentru 16,96% din locuitori nu este cunoscută apartenența confesională.